# Проект «Мегиддо»
Проект «Мегиддо» — отчёт, составленный Федеральным бюро расследований США под руководством директора Луиса Фри. В опубликованном 20 октября 1999 года докладе сторонники превосходства белой расы, христианской идентичности, движения американских ополченцев, чернокожих евреев-израильтян и апокалиптических культов названы потенциальными террористами, которые могут стать серьёзной угрозой национальной безопасности страны в новом тысячелетии.

Начало доклада гласило:
На протяжении более четырёх тысяч лет Мегиддо, холм на севере Израиля, был местом многих сражений. Там основаны древние города, которые служили крепостью на Изреельской равнине и охраняли горный перевал. По мере того, как Мегиддо строился и перестраивался, там образовывался курган или холм. Еврейское слово «Армагеддон» означает «холм Мегиддо». Последняя книга Нового Завета Библии определяет Армагеддон как место последней и решающей битвы Бога со злом. «Мегиддо» — подходящее название для проекта, цель которого заключается в анализировании тех, кто верит, что 2000 год станет началом конца света, и кто готов совершить акты насилия, чтобы приблизить этот конец.
Цель отчёта состояла в том, чтобы предупредить другие правоохранительные органы о «возможности экстремистской преступной деятельности в Соединённых Штатах со стороны отдельных лиц или групп, которые придают особое значение грядущему 2000 году». В отчёте также говорится: «Угроза, исходящая от экстремистов в результате предполагаемых событий, связанных с 2000 годом, вполне реальна. Взрывоопасная смесь апокалиптических религиозных доктрин и теорий заговора (Нового мирового порядка) может привести к насильственным действиям, направленным на ускорение конца света, которое прописано в Библии».
Группы, названные «потенциально опасными», представляли собой «обоснованные текстами Библии культы», в которых состояли «Радикалы, приверженцы расистских систем убеждений, таких как „Христианская идентичность“ и „Вотанизм“, а также другие личности, так или иначе симпатизирующие экстремизму». Отчёт заканчивается обсуждением возможности террористических атак в городе Иерусалиме и за его пределами, словами: «В Соединённых Штатах присутствуют террористические группы христианской, иудейской и исламской направленности. Таким образом, историческое насилие, совершённое в Иерусалиме, теоретически может привести к насилию в современных Соединённых Штатах».
Insight on the News прокомментировал ситуацию как: «В полемике, предметом которой являлся отчёт об угрозах, ФБР нацелилось на религиозные группы и эксцентричных правых как на потенциальных террористов, которые могут стать „почтовыми“ с наступлением нового тысячелетия… Даже в разгар холодной войны в 1970-х и 1980-х годах ФБР не разрешалось преследовать открыто заявленных революционных марксистов подобным образом, поскольку суды требовали от агентства доказательства фактической попытки совершения незаконных действий левыми».
Американский союз гражданских свобод сослался на Проект Мегиддо в защиту режиссёра Майка Зипера, чей фильм о военном захвате Таймс-сквер был удалён из Интернета под давлением со стороны ФБР. 10 ноября 1999 года Международный альянс Асатру-Одиник обвинил ФБР в нарушении его прав Первой поправки на свободу религии, свободу слова и мирные собрания. Причиной этого обвинения было распространение «многочисленных ложных заявлений и инсинуаций» об Одинизме в отчёте проекта Мегиддо.

6 января 2000 года генеральный прокурор США Джанет Рино так ответил на вопрос, почему не произошли террористические акты, предсказанные в отчёте:
Утверждение о том, что акты экстремистской направленности не произошли, служит признаком того, что угроза действительно являлась не такой большой, как предполагалось. Что мы все должны сделать, я думаю, так это убедиться, что мы действуем в разных ситуациях, не отступая от закона, в соответствии с надлежащей правовой процедурой; что мы принимаем разумные меры предосторожности; что мы — когда у нас есть конкретные данные, которые могут информировать американский народ, мы используем их в благих целях; и чтобы Америка действовала так, как действовала всегда, что она не отступит, что её не запугают, что она примет разумные меры предосторожности, и что мы обеспечим соблюдение наших законов.